# Svitlana Nianio
Svitlana Nianio (em ucraniano: Світлана Няньо) é uma cantora e compositora ucraniana de vanguarda. Ela era anteriormente um membro do grupo experimental de Kiev Tsukor bila smert' (Цукор - біла смерть). Além disso, ela produziu álbuns com o músico experimental Oleksandr Yurchenko. Durante o início da década de 1990, ela era conhecida como Svitlana Ohrimenko (Світлана Охріменко).
A música de Nianio viu um grande ressurgimento internacional de interesse durante a década de 2010, levando à reedição de alguns dos seus álbuns e um retorno ao público no início de 2017.